# Lessard-en-Bresse
Lessard-en-Bresse är en kommun i departementet Saône-et-Loire i regionen Bourgogne-Franche-Comté i östra Frankrike. Kommunen ligger i kantonen Saint-Germain-du-Plain som tillhör arrondissementet Chalon-sur-Saône. År 2022 hade Lessard-en-Bresse 562 invånare.

## Befolkningsutveckling
Antalet invånare i kommunen Lessard-en-Bresse
| Referens: INSEE |